# Phyllocephalum frutescens
Phyllocephalum frutescens là một loài thực vật có hoa trong họ Cúc. Loài này được Blume miêu tả khoa học đầu tiên năm 1826.